# Repubblica del Congo ai Giochi della XXXII Olimpiade
La Repubblica del Congo ha partecipato ai Giochi della XXXII Olimpiade, che si sono svolti a Tokyo, Giappone, dal 23 luglio all'8 agosto 2021 (inizialmente previsti dal 24 luglio al 9 agosto 2020 ma posticipati per la pandemia di COVID-19) con tre atleti, un uomo e due donne.
Si è trattato della tredicesima partecipazione di questo paese ai Giochi estivi.

## Delegazione
| Sport            | Uomini | Donne | Totale |
| ---------------- | ------ | ----- | ------ |
| Atletica leggera | 1      | 1     | 2      |
| Nuoto            | 0      | 1     | 1      |
| Totale           | 1      | 2     | 3      |

## Risultati

### Atletica leggera
Maschile
Eventi su pista e strada
| Atleta                 | Evento      | Batteria  | Batteria  | Semifinale      | Semifinale      | Finale          | Finale          |
| Atleta                 | Evento      | Risultato | Posizione | Risultato       | Posizione       | Risultato       | Posizione       |
| ---------------------- | ----------- | --------- | --------- | --------------- | --------------- | --------------- | --------------- |
| Gilles Anthony Afoumba | 400 m piani | 46"03     | 6º        | non qualificato | non qualificato | non qualificato | non qualificato |

Femminile
Eventi su pista e strada
| Atleta                | Evento      | Batterie preliminari | Batterie preliminari | Batteria  | Batteria  | Semifinale      | Semifinale      | Finale          | Finale          |
| Atleta                | Evento      | Risultato            | Posizione            | Risultato | Posizione | Risultato       | Posizione       | Risultato       | Posizione       |
| --------------------- | ----------- | -------------------- | -------------------- | --------- | --------- | --------------- | --------------- | --------------- | --------------- |
| Natacha Ngoye Akamabi | 100 m piani | 11"47                | 1ª Q                 | 11"52     | 6ª        | non qualificata | non qualificata | non qualificata | non qualificata |

### Nuoto
| Atleta          | Gara                        | Batterie | Batterie | Semifinali      | Semifinali      | Finale          | Finale          |
| Atleta          | Gara                        | Tempo    | Pos.     | Tempo           | Pos.            | Tempo           | Pos.            |
| --------------- | --------------------------- | -------- | -------- | --------------- | --------------- | --------------- | --------------- |
| Bellore Sangala | 50 m stile libero femminili | 37"92    | 81ª      | non qualificata | non qualificata | non qualificata | non qualificata |